# Khanty
Khanty (tidligere kendt som ostjaker efter tatarisk uschtak og tungusisk ostäket) er et ugrisk talende folkeslag fortrinsvis boende ved Ob i Sibirien i Rusland. De talte omkring 29.000 personer ved den russiske folketælling 2002. Ifølge Ethnologue har 9.600 khanty som modersmål; de resterende taler russisk.
De fleste khanty bor i i Tjumen oblast (knapt 27.000 personer), fortrinsvis i oblastets to autonome okruger Khanty-Mansij, hvor khanty har status som officielt sprog sammen med russisk og mansiernes sprog mansi, samt i Jamalo-Nenets. Mindre grupper lever desuden i det tilgrænsende Tomsk oblast og i republikken Komi.

## Historie
I begyndelsen boede khanty vest for Ural, og russerne anvendte benævnelsen "jugrer" om dem. Jugrerne omtales i Nestorkrøniken 1092. Med benævnelsen mentes khantys og mansijs forfædre. Jugrerne omtales i historiske kilder frem til 1700-tallet. I en kilde fra 1265 omtales landet Jugra som skattepligtigt under Republikken Novgorod. I 1500-tallet begyndte man at skelne mellem khanty og mansij.
Til trods for den noget perifere beliggenhed blev khantys bosættelsesområde ret tidligt genstand for en magtudvidelse for to i datiden fremstående magter. Fra syd kom tatarerne som erobrere, og Sibir-khanatet nåede højdepunktet af magt i khantyområdet i 1300-1500-tallet, hvor khanty blev afkrævet tribut til khanatet, men i øvrigt bestod det khantyske stammesamfund fortsat. Khanen Kutjum, som 1563 havde udråbt sig til "Sibiriens kejser", herskede over størstedelen af khantyområdet. Fra vest kom slaverne. Allerede i 1364 gennemførte Storfyrstendømmet Moskva for første gang et erobringstogt ind i khantyområdet, men et mere alvorligt indfald skete i 1483, da flere af stammehøvdingene bortførtes som gidsler. Ivan 3. gik med på at frigive gidslerne mod, at alle høvdinge i Jugra anerkendte Moskvas overhøjhed og i fremtiden betalte trubut til Moskva. Igen i 1499 angreb Ivan 3. området. For en tid frem over bestod tatarernes overmagt ved siden af russernes, men i 1582 erobrede russerne khanatets hovedstad Qashliq, og der efter skete en fortsat spredning af russernes magtområde øst over indtil, at det nåede en foreløbig afslutning i slutningen af 1500-tallet. Under den russiske ekspansion grundlagdes byerne Tjumen 1585, Tobolsk 1587, Berjozov 1593 samt Surgut og Obdorsk 1595.
Samtidig, som mansij gjorde hård modstand mod russerne, valgte khantys stammehøvdinge for det meste frivilligt at underkaste sig den nye magthaver, tydeligvis i håb om lettelser i levevilkårene efter, at de var sluppet fri af det tatariske åg. Stammehøvdingene fik til opgave at sikre indkasseringen af skatterne. Fra tid til anden udbrød der oprør mod russerne: i Berjozov 1595, i Naromi 1598 og omkring det nedre løb af Ob 1606. Ud over modstanden mod russerne og tatarerne forekom en del mindre sammenstød med jurakerne i det nordlige område helt frem til slutningen af 1600-tallet.
Kristningen af khanty begyndte relativt sent, i begyndelsen af 1700-tallet på Peter den stores tid. Den første kirke blev imidlertid bygget i Kondiskoj allerede i 1602. Biskop Filofej, den tidligere munk Feodor, regnes som khantys apostel. Men khanty holdt fast ved deres gamle religion frem til begyndelsen af 1900-tallet.
Russificeringen, der skete parallelt med kristningen, forhindrede khanty i at udvikle en national bevidsthed. Deres sociale og økonomiske afhængighed af kolonisatørerne udøvede også en lammende indflydelse.
Under sovjettiden, i 1930 oprettedes et nationalt område (oprindeligt kaldet "Ostjak-Vogul autonome nationale okrug", fra 1940 "Khanty-Mansij nationale okrug") på 523.100 km2 fælles for khanty og mansij for at sikre deres sprog og kultur. Sideløbende var der en omfattende tilflytning af fortrinsvis russere. Talmæssigt voksede khanty, men som andel af områdets befolkning gik de voldsomt tilbage.

## Kultur
Khanty har bevaret episke digte, der handler om tidligere tiders helte og deres bedrifter, og en rig sang- og sagaskat er tillige konstateret hos dem. Khanty har desuden bevaret sin shamanistiske religion og forfædredyrkelse, som er intimt forbundet med folkedigtningen.